# (22748) 1998 UW8
1998 يو دابليو 8 (ويعرف أيضًا باسم (22748) 1998 يو دابليو 8 وفق تسمية الكوكب الصغير) (بالإنجليزية: 1998 UW8)‏ هو كويكب ضمن حزام الكويكبات؛ وترتيبه 22748 من حيث الاكتشاف.
اكتُشف هذا الجُرم الفلكي بواسطة برنامج شميدت للكويكبات في بكين في 17 أكتوبر 1998.

## وصلات خارجية
- (22748) 1998 UW8 في قاعدة بيانات مختبر الدفع النفاث لأجرام النظام الشمسي الصغيرة

- الاكتشاف · مخطط المدار ·  العناصر المدارية · المعلمات المادية

- (22748) 1998 UW8 على موقع ويكي سكاي: DSS2, SDSS, GALEX, IRAS, Hydrogen α, X-Ray, Astrophoto, Sky Map, Articles and images